# Противідкотний пристрій

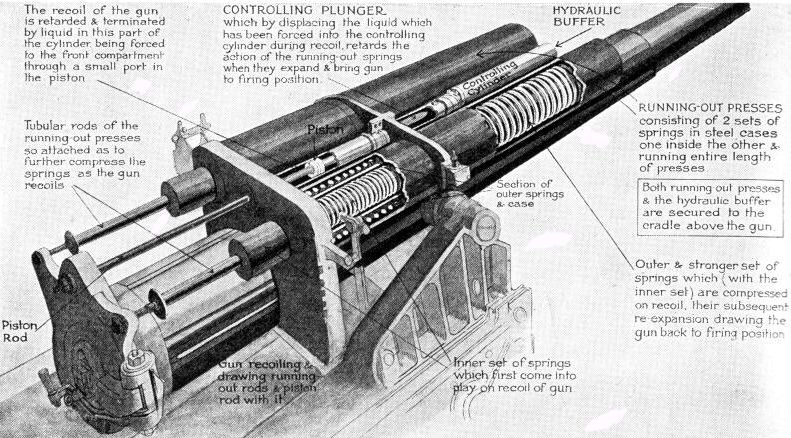
60-фунтова гармата. Противідкотні пристрої

Противідкотний пристрій, скорочено ПВП — амортизатор або система амортизаторів, що забезпечує зменшення ударних навантажень на стрільця або лафет при відбої.

## Конструкція
До конструкції противідкотного механізму входять:
- ствол;
- люлька — утримує накатник та гальмо відкоту;
- накатник — забезпечує повернення противідкотного пристрою до початкового стану, може бути виконаний як звичайна потужна пружина, або як газова пружина;
- гальмо відкоту — створює опір силі відкоту і, таким чином, визначає час спрацьовування противідкатного механізму.

Під час пострілу ствол приймає на себе імпульс сили відкоту, починає рух назад і передає імпульс противідкотному механізму. При цьому противідкотний механізм ослаблює силу і частково поглинає енергію відкоту.
В окремих видах зброї протидія відкоту забезпечується за рахунок викидання частини газів через казенну частину.

## Принцип дії
Зміна імпульсу снаряду та заряду в момент пострілу призводить до виникнення імпульсу сили, направленої в протилежний до напряму руху бік:
{\displaystyle Ft=-(m+\mu /2)v_{p}}
де {\displaystyle m} та {\displaystyle \mu } — маси снаряда та заряду, {\displaystyle v_{g}} та {\displaystyle v_{p}} — швидкості гармати та снаряда відповідно.
Зважаючи на відносно короткий час руху снаряда та газів в каналі ствола (десяті частки секунди або менше), сила відкоту, яка виникає при пострілі, виявляється настільки значною, що може не тільки зрушувати рушницю разом зі стрільцем або гармату разом з артилерійською установкою (що загалом впливає на влучність стрільби), але й призводити до передчасного зносу або навіть руйнування зброї. Відповідно до наведеної формули існує два способи зменшення наслідків відкоту:
- зменшення сили за допомогою спеціальних компенсаторів — дулових гальм, які використовують частину кінетичної енергії газів, що витікають зі ствола, і призводять до виникнення на дуловому гальмі сили, направленої проти дії сили відкоту;
- збільшення часу, протягом якого діє сила відкоту, власне використовується в противідкотних пристроях.

Таким чином, принцип дії противідкотних пристроїв полягає в додаванні в конструкцію зброї, в якій виникає відкіт, додаткових елементів, що сприймають на себе силу відкоту і мають достатній запас ходу для того, щоб суттєво збільшити час дії сили відкоту.